# Pablo Ramírez Rodríguez
Pablo Ramírez Rodríguez (Valparaíso; 1886 - Santiago; 11 de julio de 1949) fue un abogado y político chileno, miembro del Partido Radical (PR). A lo largo de su trayectoria se desempeñó como diputado y ministro de Estado en cuatro carteras diferentes, durante los gobiernos de los presidentes Juan Luis Sanfuentes, Carlos Ibáñez del Campo y Juan Antonio Ríos. Además, fue el primer contralor general de la República, en marzo de 1927.

## Familia y estudios
Nació en Valparaíso, en el año 1886; hijo de Manuel J. Ramírez y Elvira Rodríguez. Se educó en el Colegio MacKay & Sutherland de Valparaíso. Luego pasó al Seminario y a la Pontificia Universidad Católica (PUC) de Santiago, donde cursó los primeros años de leyes. Finalizó sus estudios en la Universidad de Chile, donde recibió el título de abogado en diciembre de 1908. Fue ahí donde conoció a Valentín Letelier, de quien fuera su discípulo.
Este año también, disertó en el Congreso Científico sobre el Régimen de los bienes matrimoniales, donde insinuaba las reformas del derecho americano, que le valió felicitaciones, sobre todo de la delegación de Brasil, país que estaba adelantado en esta materia en la época. En 1907 había sido designado por el curso de Leyes de la Universidad de Chile para que la representase en el Primer Congreso de Estudiantes de Montevideo y al que no concurrió por razones de salud.
Como presidente del Club Náutico Universitario, se le atribuye el haber aportado la insignia al Club Deportivo de la Universidad de Chile, y por consiguiente, a su equipo de fútbol, al haber traído desde Alemania el diseño del emblema.

## Carrera política
En marzo de 1909 fue nombrado por el ministro Eduardo Castillo, como miembro de la Corte de Apelaciones de Santiago, para que hiciera la defensa, de acuerdo a las disposiciones legales al respecto, del diplomático homicida alemán Guillermo Beckert. La defensa de Ramírez Rodríguez fue sensacional, dado el carácter legal imposible de los hechos consumados. En 1912 fue designado consejero de Estado.
Se incorporó al Partido Radical (PR) y en las elecciones parlamentarias de 1912, presentó su candidatura a diputado por la agrupación de Valdivia y La Unión, resultando elegido por el período 1912-1915. Durante su gestión fue parte de la Comisión Permanente de Elecciones y de Gobierno.
En 1913 dio ciertos discursos sobre la permanencia del Internuncio Monseñor Sibilia repudiados por el clero y por el Partido Conservador, y en la discusión de los presupuestos vigentes de la época, levantando una gran controversia con la iglesia católica.
En las elecciones parlamentarias de 1915, fue elegido como diputado por Itata y Maule, por el periodo 1915-1918; formó parte de la Comisión Permanente de Asistencia Pública, Beneficencia y Culto. En este período fue un importante impulsor de la secularización del Estado y la total división de la política y la religión.
De la misma manera, en las elecciones parlamentarias de 1918, obtuvo la reelección como diputado, pero esta vez por Valdivia, Villarrica, Río Bueno y La Unión, por el periodo 1918-1921; integró la Comisión de Instrucción Pública y la Comisión Conservadora para el receso 1918-1919.
A continuación, fue nombrado por el presidente Juan Luis Sanfuentes, como ministro de Justicia e Instrucción Pública, ejerciendo el cargo entre el 3 de mayo y el 23 de septiembre de 1919.
En las elecciones parlamentarias de 1924, fue elegido como diputado por Tarapacá y Pisagua, por el periodo 1924-1927; participó de la Comisión de Legislación y Justicia. Sin embargo, el 11 de septiembre de 1924 el Congreso Nacional fue disuelto por decreto de la Junta de Gobierno que mediante un golpe de Estado derrocó al presidente Arturo Alessandri y frenó la institucionalidad del país.
En 1925, aprovechando su dominio del idioma inglés, comenzó a colaborar con la Misión Kemmerer en Chile. Como asesor del entonces ministro del Interior Carlos Ibáñez del Campo, lo convenció de que para implementar las reformas de Kemmerer y la reforma estatal en general era necesario un equipo de tecnócratas jóvenes, profesionales, de clase media, y apolíticos. Durante la vicepresidencia de Ibáñez del Campo, a la edad de cuarenta años, fue nombrado como titular del Ministerio de Hacienda, «con el mandato de implementar la reorganización financiera y la reforma general de la administración pública». Ejerció dicha función entre el 22 de febrero de 1927 y el 23 de mayo del mismo año.
El proyecto más importante de Pablo Ramírez en la aplicación de la Misión Kemmerer en Chile fue ser el cerebro tras la puesta en marcha de la Contraloría General de la República. Desempeñó el cargo de contralor general de la República durante los primeros tiempos de la creación de este organismo, entre el 26 de marzo y el 21 de julio de 1927, en paralelo a su cargo de Ministro de Hacienda. Como ministro, luego recomendó el nombramiento como su sucesor como contralor de Kenneth Page, bajo la asesoría del contador estadounidense Thomas Lill.
Ya con Ibáñez del Campo en la presidencia, fue nombrado como ministro interino de Agricultura, Industria y Colonización (entre el 6 de septiembre y el 30 de noviembre de 1927) y como ministro subrogante de Educación Pública (entre el 17 de octubre de 1928 y el 11 de marzo de 1929).
En 1929, Ramírez fue acusado constitucionalmente en el Congreso Nacional por acoso político en contra de miembros del Consejo de Defensa del Estado, y tuvo que renunciar a su cargo como ministro.
Viajó en misión oficial a Europa, para ver la posibilidad de formar una combinación mundial del salitre, el 7 de marzo de 1929; fue presidente de la representación de Chile a la Conferencia Internacional de Productores de Salitre, realizada en París, Francia, el 26 de abril de 1930. Asimismo, fue delegado del Gobierno de Chile en Europa y Egipto, también en 1930, abogado del Consejo de Comercio Exterior y consejero del Banco Central de Chile.
Por encargo del gobierno, participó activamente en la organización de la Compañía Salitrera de Chile (COSACH), creada el 20 de marzo de 1931, que tenía por finalidad mejorar las ventas del producto en el mundo, que estaba en caída a raíz de la crisis mundial y el surgimiento en Europa del salitre sintético. Posteriormente, en octubre de 1945, actuó como delegado de Chile ante la Conferencia de Chapultepec, México. Tras la exitosa acusación constitucional contra el contralor Agustín Vigorena en 1945, Ramírez influyó en el nombramiento en el cargo del antiguo juez de la Corte de Apelaciones Humberto Mewes, quien era cuñado de Ramírez y correligionario en el Partido Radical.
Falleció en Santiago de Chile el 11 de julio de 1949.

## Vida personal
Su homosexualidad, sumado a su vida bohemia y su asistencia frecuente a locales nocturnos, dieron pie a que fuera objeto de reiteradas burlas y rumores durante su vida; el escritor Jaime Esponda refiere que dichas burlas incluso fueron emitidas en el hemiciclo de la Cámara de Diputados.